# Patenty na oprogramowanie

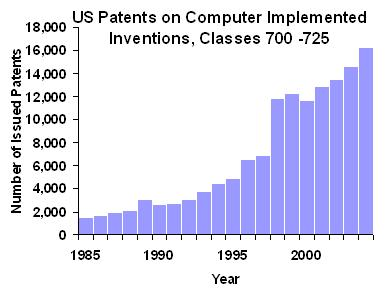
Wzrost liczby patentów na oprogramowanie w USA

Patenty na oprogramowanie – rodzaj patentów, które dotyczą wynalazków z dziedziny informatyki.

## Patenty na oprogramowanie a prawo autorskie
Patenty na oprogramowanie są często mylone z prawami autorskimi. Na mocy umów międzynarodowych każdy program komputerowy jest automatycznie przedmiotem prawa autorskiego. Reguluje to kwestie kopiowania kodu programu.
Przyznanie patentu daje jego posiadaczowi dodatkowe narzędzie prawne. Dotyczy ono już nie samej implementacji, ale metod programistycznych, więc choć stworzenie nowej implementacji nie narusza prawa autorskiego, to może naruszać prawa patentowe. Patenty na oprogramowanie, podobnie jak inne patenty, obowiązują nawet jeśli jest to implementacja niezależna, a jej twórca nie wiedział o danym patencie (wnioski patentowe są rozpatrywane w tajemnicy przez okres od 6 do 18 miesięcy).
Posiadacz patentu może w ogóle zabronić używania jego wynalazku lub dyktować warunki jego licencjonowania.

## Historia
Pierwszym patentem na oprogramowanie był prawdopodobnie patent na symultaniczne rozwiązywanie równań liniowych zgłoszony w 1962 roku przez British Petroleum Company. 
Urząd Patentów i Znaków Towarowych USA (USPTO) tradycyjnie nie przyznawał patentów na oprogramowanie, ponieważ nie zawierało się ono w definicji przedmiotu patentu. W szczególności nie można przyznawać patentów na fakty naukowe i ich matematyczną reprezentację. Z tego powodu podstawowe techniki programistyczne nie zostały nigdy opatentowane.
W 1982 USA powołały nowy sąd (United States Court of Appeals for the Federal Circuit) do spraw patentowych. Utrzymanie ważności patentu stało się tam łatwiejsze dzięki założeniu, że patent jest ważny dopóki nie udowodni się jego nieważności, oraz osłabieniu obrony nieoczywistości wynalazku. Na początku lat 90. patentowanie oprogramowania było już uznawane, a w 1996 roku USPTO wydał wskazówki w sprawie wydawania patentów na wynalazki związane z komputerami.
W Europie Europejska Organizacja Patentowa i różne narodowe urzędy patentowe wydawały patenty na oprogramowanie od lat 80., choć artykuł 52. Europejskiej Konwencji Patentowej wyłącza programy komputerowe (art. 52(2)), ale tylko jeśli zgłoszone jako takie (art. 52(3)). Również polska ustawa Prawo własności przemysłowej mówi wyraźnie, że za wynalazki nie uważa się programów do maszyn cyfrowych. Przyjmuje się bowiem, że czysty program komputerowy nie ma charakteru technicznego. Krajowe i międzynarodowe przepisy zezwalają jednak na patentowanie wynalazków wspomaganych komputerowo. Chodzi o rozwiązania techniczne, które stanowią połączenie software'u i hardware'u. Przykładem może być program komputerowy zarządzający przy pomocy komputera pracą jakiejś maszyny. W takim jednak przypadku ochroną objęte jest całe rozwiązanie a nie program komputerowy „jako taki”.
Ekspansja Internetu i handlu elektronicznego spowodowała wzrost ilości patentów na oprogramowanie i metody biznesowe. W Stanach Zjednoczonych zaowocowało to wygranymi procesami w sprawach o naruszenie patentów.

## Praktyczne efekty patentów na oprogramowanie
Większość dużych firm informatycznych zawiera porozumienia o wzajemnym udostępnianiu patentów, co ma zapobiec pozwom o naruszanie patentów przez partnera. Na przykład Microsoft ma takie umowy z IBM-em, Sunem, SAP, Hewlett-Packardem, Siemensem, Cisco i ostatnio z Autodeskiem. Microsoft zawarł porozumienie z Sunem, swoim bezpośrednim konkurentem, oraz Autodeskiem, choć ten ma znacznie mniej patentów niż Microsoft, co może wskazywać na fakt, że duże firmy wolą raczej uniknąć drogich i niepewnych procesów niż chronić swoją własność intelektualną. W rzeczywistości tego typu umowy są głównym powodem do zgłaszania patentów "obronnych". Jednak nawet duże firmy wchodzące w skład takich grup interesu nie są w stanie uniknąć procesów o naruszenie patentów. Przykładem tego jest ujawnione i potwierdzone w roku 2006 naruszenie praw patentowych w oprogramowaniu biurowym tworzonym przez firmę Microsoft.
Niektóre z dużych firm zaczęły egzekwować swoje prawa patentowe. Na przykład na początku lat 90. IBM rozpoczął agresywny program licencyjny, który kilka lat później przyniósł mu 2 miliardy dolarów. Licencje są zwykle pobierane za sprzedaną sztukę lub za kilka procent przychodu ze sprzedaży i ten "podatek" może wywołać poważne problemy, jeśli kilka różnych organizacji powołuje się na naruszenie ich praw patentowych.
Również powstał nowy typ biznesu, który skupia się głównie na nabywaniu i egzekwowaniu patentów na oprogramowanie, zamiast tworzyć i sprzedawać oprogramowanie. Za niektórymi firmami, jak np. Intellectual Ventures, stoją wielkie korporacje, podczas gdy inne, jak np. Acacia Technologies, robią to we własnym zakresie. Za portfolio patentów płaci się wysokie ceny, np. Commerce One.
Wielu twórców oprogramowania FLOSS (ang. Free Libre/Open Source Software) obawia się, że patenty na oprogramowanie mogą im uniemożliwić pisanie programów. Tego typu projekty zwykle nie mają własnego obronnego zestawu patentów ani mechanizmu płacenia należności. Efekty tego dotknęły już kilka projektów. Kilka firm (np. IBM) udostępniło swoje portfolio patentowe na potrzeby FLOSS lub szerzej, w szczególności w celu promocji otwartych standardów, jednak jest to tylko niewielki ułamek patentów na oprogramowanie, które zostały wydane. Nie daje to społeczności FLOSS obronnego zestawu patentów, który mógłby być wykorzystany do negocjacji umów o wzajemnym udostępnianiu patentów. Jednak Novell zapewnia, że użyje swojego portfolio patentowego przeciw firmom, które mogłyby zgłaszać żądania patentowe wobec niektórych programów na licencjach FLOSS.
Próg wymogu "innowacyjności" patentów na oprogramowanie jest przez niektórych uważany za dosyć niski, co czyni zdobycie takiego patentu względnie łatwym. Także jakość dokumentowania wydaje się dość niska, co objawia się częstym ignorowaniem znanych przykładów wcześniejszego wykorzystania pomysłów (ang. prior art).
W praktyce programiści rzadko przeszukują listy patentów i wniosków patentowych w poszukiwaniu wynalazków, które mogą się przydać do ich projektów. Dzieje się tak z następujących powodów:
1. brak innowacyjności w wielu patentach na oprogramowanie,
2. niejasny język opisu patentów,
3. ryzyko umyślnego naruszenia patentu[8].

Wiele spraw o naruszenie dotyczy niezależnych wynalazków.
Istnieją raporty ekonomiczne oceniające wpływ patentów na oprogramowanie na rozwój lub zahamowanie innowacyjności.

## Dyskusja o patentach na oprogramowanie
Zwolennicy patentów na oprogramowanie utrzymują, że patenty zapewniają twórcom i firmom ochronę ich dóbr (odnosząc się tym samym do korzyści zapewnianych przez swobodę dysponowania własnością prywatną). Przeciwnicy powołują się na pierwotny cel patentów, jakim miała być promocja w społeczeństwie innowacyjności jako takiej, a który w wyniku transferu patentów z rąk autorów wynalazków do dużych firm został całkowicie wypaczony. Generalnie do zwolenników należą zwłaszcza przedstawiciele dużych korporacji, podczas gdy przeciwnicy rekrutują się głównie z małych i średnich firm informatycznych oraz ze środowiska Wolnego i Otwartego Oprogramowania (FLOSS).
Dyskusja o patentach na oprogramowanie jest najbardziej wyraźna w kwestii projektu dyrektywy Parlamentu Europejskiego i Rady dotyczącej zdolności patentowej wynalazków realizowanych przy pomocy komputera. Chodzi o przyjęcie prawa synchronizującego kwestie patentów na oprogramowanie w USA i w Unii Europejskiej. Przedstawiciele Polski stoją po stronie przeciwników dyrektywy w jej pierwotnym kształcie. Problem ma wymiar zarówno merytoryczny (głównie prawny, ekonomiczny i społeczny), jak i proceduralny, związany z metodami podejmowania decyzji w poszerzonych strukturach UE.
Chociaż stanowiska antagonistów w tej sprawie są bardzo spolaryzowane, to rysują się pewne obszary kompromisu. Potencjalnym punktem porozumienia między obiema stronami może okazać się na przykład skrócenie czasu obowiązywania patentów na oprogramowanie, ze względu na znacznie szybszy rozwój informatyki w porównaniu z innymi dziedzinami objętymi patentami. Inną drogą porozumienia może być zmiana procedury bądź praktyki przyznawania patentów (np. uproszczony tryb unieważniania patentów nie spełniających warunku innowacyjności).
Zdecydowane odrzucenie projektu dyrektywy przez Parlament Europejski w głosowaniu 6 lipca 2005 r. nie stanowi rozstrzygnięcia ani po myśli zwolenników, ani przeciwników patentów na oprogramowanie. Oznacza to tylko tyle, że w Unii Europejskiej nadal nie obowiązuje jednolita polityka przyznawania patentów na oprogramowanie, a każde państwo członkowskie może stosować własne uregulowania w tej sprawie.